# Andrea Nuyt
Andrea Nuyt (ur. 10 lipca 1974 w Goudzie) – holenderska łyżwiarka szybka, srebrna medalistka mistrzostw świata.

## Kariera
Największy sukces w karierze Andrea Nuyt osiągnęła w 1996 roku, kiedy wywalczyła srebrny medal podczas sprinterskich mistrzostw świata w Hamar. W zawodach tych rozdzieliła na podium Kanadyjkę Catrionę Le May Doan oraz Anżalikę Kaciuhę z Białorusi. Był to jednak jedyny medal wywalczony przez nią na międzynarodowej imprezie tej rangi. Była też między innymi czwarta w biegu na 1000 m podczas dystansowych mistrzostw świata w Nagano w 2000 roku, gdzie walkę o medal przegrała z Amerykanką Chris Witty. Sześciokrotnie stawała na podium zawodów Pucharu Świata, jednak nigdy nie zwyciężyła. Najlepsze wyniki osiągnęła w sezonie 2001/2002, kiedy była czwarta w klasyfikacji końcowej 500 m. W 1998 roku wzięła udział w igrzyskach olimpijskich w Nagano, zajmując 37. miejsce w biegu na 500 m. Na rozgrywanych cztery lata później igrzyskach w Salt Lake City jej najlepszym wynikiem było czwarte miejsce na 500 m. Tym razem w walce o podium lepsza była Niemka Sabine Völker. Na tych samych igrzyskach była też ósma na dwukrotnie dłuższym dystansie. Sześciokrotnie zdobywała tytuł mistrzyni kraju na dystansach: w latach 1998-2002 wygrywała na 500 m, a w 2001 roku zwyciężyła także na 1000 m. Ponadto w latach 2000 i 2002 była mistrzynią Holandii w sprincie. W 2004 roku zakończyła karierę.
Jej mężem jest holenderski panczenista, Carl Verheijen.